# Postoj, muszczina!
Postoj, muszczina! – album ukraińskiej piosenkarki Switłany Łobody wydany w 2006 roku nakładem wytwórni Moon Records. Płyta zawiera remiksy singla „Postoj, muszczina!” oraz kilku piosenek z poprzedniej płyty artystki zatytułowanej Ty nie zabudiesz.

## Single
- „Postoj, muszczina!” – został wydany w 2006 roku. Do piosenki został zrealizowany teledysk, który ukazał się w serwisie YouTube[1].

## Lista utworów
Spis sporządzono na podstawie materiału źródłowego.
1. „Postoj, muszczina!”
2. „Czornyj angieł” (Q-Coba Remix)
3. „Ty nie zabudiesz” (T. Pash Remix)
4. „Czorno-bieła zima” (Major Remix)
5. „Nie pokidaj” (MBM Music Remix)
6. „Potomu, czto lublu” (Q-Coba Remix)
7. „Postoj, muszczina!” (Major Remix)
8. „Postoj, muszczina!” (T. Pash Remix)
9. „Postoj, muszczina!” (Jalsomino Remix)
10. „Postoj, muszczina!” (trening wokalny)